# Union calédonienne
Pour les articles homonymes, voir UC.
L'Union calédonienne (UC) est un parti politique calédonien fondé en 1953 et qui milite aujourd'hui pour l'indépendance de ce territoire vis-à-vis de la France en étant une composante du Front de libération nationale kanak et socialiste (FLNKS).

## Histoire

### Formation et premières réussites
L'Union calédonienne (UC) est un parti politique français de Nouvelle-Calédonie fondé en février 1953 par le député Maurice Lenormand ainsi que par les deux principaux partis politiques kanak confessionnels fondés en 1946 à la suite de l'obtention des droits civiques par les populations mélanésiennes : l'Union des indigènes calédoniens amis de la liberté dans l'ordre (UICALO) de Rock Pidjot, d'inspiration catholique, et l'Association des indigènes calédoniens et loyaltiens français (AICLF) de Doui Matayo Wetta, d'inspiration protestante.
Il s'agit tout d'abord essentiellement d'une liste commune formée en vue des élections territoriales qui doivent se tenir ce mois là. 

Le drapeau de l'Union calédonienne, toujours utilisé : la croix verte des pharmaciens sur fond orange.

Avec le slogan « Deux couleurs, un seul peuple » et pour signe distinctif une croix verte sur fond orange (reprenant la croix verte des pharmaciens, profession de Maurice Lenormand, sur les bulletins de vote comme signe distinctif destiné à un électorat pas toujours alphabétisé), le parti prône alors l'entente entre les communautés blanche et mélanésienne et ne revendique pas l'indépendance du territoire, mais une certaine forme d'autonomie. 
Dès les élections au conseil général de Nouvelle-Calédonie de 1953 le parti remporte 15 sièges sur 25 dont 9 autochtones. Il gagne même la totalité des sièges dans trois circonscriptions sur cinq. 
Lors des sénatoriales, en 1955, c'est Armand Ohlen de l'UC qui devance le sortant républicain indépendant Henri Lafleur et en janvier 1956 Maurice Lenormand est très largement réélu député devant le gaulliste Georges Chatenay.
En 1956, lors du premier congrès du parti qui se déroule les 12 et 13 mai 1956 sur la propriété du sénateur Armand Ohlen à la Vallée des Colons à Nouméa, l'UC se dote de statuts fixes. Rock Pidjot devient président de l'Union et Maurice Lenormand son commissaire général.

### Domination du «parti à la croix verte»
Lors des premières élections à l'Assemblée territoriale de Nouvelle-Calédonie, assemblée au pouvoir accru né de la loi-cadre Defferre, le 6 octobre 1957, l'UC obtient 18 des 30 sièges à pourvoir. Armand Ohlen devient président de cette assemblée et Maurice Lenormand forme le conseil de gouvernement de l'archipel, mais doit démissionner en février 1959 à la suite de sa réélection comme député. 
L'arrivée au pouvoir en métropole du général de Gaulle marque un tournant dans l'histoire statutaire : en effet, le gouvernement gaulliste opère une politique de centralisation et d'ores et déjà l'UC se divise entre partisans et opposants de celle-ci. Maurice Lenormand et la majorité de l'Union optent pour l'autonomie mais certains, suivant ainsi Michel Kauma, alors à la tête du conseil de gouvernement du Territoire depuis 1959, ou l'AICLF, soutiennent la politique gaulliste et quittent ainsi l'UC. La loi Jacquinot de décembre 1963, qui retire pratiquement tout pouvoir au conseil de gouvernement (en supprimant notamment la fonction de vice-président, qui correspondait à un chef de gouvernement) et renforce les pouvoirs du représentant de l'État, puis les lois Billotte de 1969, retirant pratiquement toute autorité au conseil de gouvernement et à l'assemblée locale en matière de politique de nickel, sont perçues comme des trahisons de l'État français et particulièrement du général de Gaulle, renforçant ainsi la position autonomiste de l'UC qui traverse à la même époque une véritable crise.

### Les premières difficultés
Le clivage entre Européens et Kanak risque de faire éclater l'union. D'un côté les tendances les moins autonomistes sentent que l'union, déçue, évolue vers une revendication d'indépendance de plus en plus radicales, une dissidence se crée : le Mouvement libéral calédonien (MLC), emmené essentiellement par des Caldoches tels que Jean Lèques ou Georges Nagle. D'un autre côté Yann Céléné Uregeï fonde l'Union multiraciale de Nouvelle-Calédonie (UMNC). Celui-ci est soutenu à l'extérieur de l'Union par des mouvements de jeunesse d'extrême gauche, dont les foulards rouges, fondés par Nidoïsh Naisseline, le premier mouvement à revendiquer ouvertement l'indépendance, ou encore l'Union de la jeunesse calédonienne (UJC) des Européens Max Chivot, Jean-Paul Caillard et Jean-Pierre Deteix. De plus, les déboires judiciaires de Maurice Lenormand (condamné à un an d'emprisonnement avec sursis et déchu de son mandat de député en 1964 pour "omission volontaire d'empêcher un crime" dans l'affaire liée au dynamitage en 1963 des locaux du journal de l'UC) et son autorité de plus en plus remise en question provoque le départ du mouvement de beaucoup de ses poids lourds. 
Cette désagrégation de l'union la conduit à la défaite lors des élections territoriales de 1972 avec 12 sièges sur 35. L'Union calédonienne reste alors durablement dans l'opposition, tout en restant en voix le premier parti du territoire.

### La prise de position pour l'indépendance
Le 22 novembre 1977 le congrès réuni à Bourail voit s'opposer les partisans (menés par Jean-Marie Tjibaou) et les adversaires (emmenés par Jean-Pierre Aïfa) de l'indépendance. Une nouvelle génération kanak se fait entendre parmi lesquels Jean-Marie Tjibaou ou Éloi Machoro, et la ligne de l'indépendance, reprise par Maurice Lenormand (qui redevient pendant un temps vice-président du conseil du gouvernement de novembre 1978 à juillet 1979) et Rock Pidjot (toujours président de l'UC alors), est adoptée. Jean-Marie Tjibaou devient alors vice-président du parti et Pierre Declercq, l'un des dirigeants indépendantistes européens, succède à Jean-Pierre Aïfa (qui a fait dissidence et finit par créer son propre mouvement, la Fédération pour une nouvelle société calédonienne ou FNSC, qui se bat contre l'indépendance mais aussi pour une certaine autonomie) comme secrétaire général. En 1979, l'UC participe à la création du Front indépendantiste qui se transforme en 1984 en Front de libération nationale kanak et socialiste (FLNKS) dont Jean-Marie Tjibaou est élu président.

### Durant les évènements des années 1980
L'UC constitue la partie la plus importante du FLNKS mais aussi sa composante la plus modérée, appelant le plus possible au calme, même si certains de ses membres adoptent aussi des positions assez radicales (Éloi Machoro, qui a succédé en 1981 à Pierre Declercq comme secrétaire général de l'UC à la suite de son assassinat, deviendra célèbre en cassant une urne de vote avec une hache lors des élections territoriales de 1984 que les indépendantistes avaient appelé à boycotter, puis organisateur du « siège de Thio », il sera lui-même abattu par les forces de l'ordre en 1985). Quoi qu'il en soit, l'UC soutient activement les Accords de Matignon signés entre partisans et opposants de l'indépendance en 1988 à Paris sous l'égide du Premier ministre Michel Rocard.

### De la modération au respect à la lettre des accords
Au début des années 1990, l'UC, avec ses nouveaux dirigeants (François Burck, Léopold Jorédié, Roch Wamytan, Richard Kaloï), continue à incarner l'aile modérée du FLNKS, favorable à une « indépendance négociée » (objectif officiellement adopté en 1993, et qu'il fait entériner par le Front en 1994) et à la création d'un « État associé » avec la France (notion surtout développée à partir de 1995), face au Palika qui lui désire au départ une indépendance totale et un régime de type collectiviste (avec une économie planifiée) dès 1998. Cependant, un basculement a lieu à partir de 1996-1997, avec le remplacement de la direction du parti par une tendance plus dure sous la conduite de Bernard Lepeu, président de l'UC à partir de 1996. Le mouvement est alors en première ligne de la revendication pour le « préalable minier » (à savoir l'obtention pour la SMSP, propriété de la Province Nord, du massif de Koniambo pour l'alimentation de l'usine du Nord en projet) fixé par le FLNKS à partir de septembre 1996 à toute reprise des négociations avec l'État et le RPCR pour une sortie négociée de la période référendaire des accords de Matignon en 1998. Or, le Palika (même s'il est lui-même divisé sur la question), se montre à partir de la fin de l'année 1997 partisan d'une reprise rapide des discussions, sans préalable, tandis que plusieurs des figures de l'aile modérée (surtout François Burck et Léopold Jorédié) participent, avec le LKS et le Front pour le développement des îles Loyauté (FDIL, créée en vue des élections provinciales de 1995 par des dissidents loyaltiens de l'UC emmenés par l'ancien maire de Lifou Cono Hamu) à un « Comité de coordination pour l’indépendance » qui commence en décembre 1997 à négocier directement avec Jacques Lafleur et le RPCR. Cela leur vaut d'être exclus de l'UC, et ils créent en mai 1998 la Fédération des comités de coordination indépendantistes (FCCI), alliée dans les institutions avec le RPCR à partir de cette date. Les revendications de la direction de l'UC étant obtenues en février 1998 sur la question du « préalable minier », le processus est relancé pour la préparation de l'accord de Nouméa signé le 5 mai 1998, la délégation du FLNKS étant emmenée par son président unitaire, Roch Wamytan. 
Par la suite, entre 1999 et 2001, les divisions internes entre modérés (Roch Wamytan qui a pris à Bernard Lepeu la présidence de l'UC en 1999, ainsi que les Loyaltiens Richard Kaloï et Robert Xowie) s'opposent aux radicaux (Bernard Lepeu ainsi qu'une nouvelle génération faisant son entrée dans les institutions, tels Pascal Naouna ou Charles Pidjot) favorables à une opposition plus combattive à l'égard de la majorité RPCR-FCCI dans les institutions et hostiles à l'UNI (coalition des autres composantes du FLNKS emmenée par le Palika). Le 11 avril 2000, les sept élus de cette dernière tendance, sur les dix de l'UC au Congrès de la Nouvelle-Calédonie, issus du Sud et du Nord, forment un groupe UC distinct du reste du FLNKS. Ils sont baptisés le « G7 », composé de Charles Pidjot, Nicole Waïa et Gérald At-Chee dans le Sud ainsi que Bernard Lepeu (président du groupe), Cézelin Tchoeaoua, Yannick Weiry et Pascal Naouna dans le Nord. 
Le 3 novembre 2001, au congrès d'Ouvéa, Roch Wamytan est battu à la présidence de l'UC par Pascal Naouna. De mouvement indépendantiste le plus modéré, l'UC acquiert ainsi à partir de cette date l'image du courant le plus dur, refusant tout consensus avec les anti-indépendantistes tout en appelant à un respect à la lettre de l'Accord de Nouméa. Ainsi, l'UC a rompu avec le reste du FLNKS qui, mené par le Palika (pourtant jusqu'ici la composante la plus radicale) et son chef Paul Néaoutyine, appelle quant à lui à dialoguer en permanence avec le RPCR et l'État. Il en résulte, à partir des congrès du FLNKS à Ponérihouen et Thio en novembre-décembre 2001, une incapacité à trouver un remplaçant à Roch Wamytan (qui a été démis de sa fonction sous la pression de la nouvelle direction de l'UC) à la présidence unitaire du Front indépendantiste. Par la suite, l'UC a appelé à boycotter les élections législatives de 2002 (alors que l'UNI a avancé des candidats) et, en 2003, le Comité des signataires de l'Accord de Nouméa tenu à Koné le 17 juin puis la visite du président de la République Jacques Chirac en juillet, alors que l'UNI mais aussi Roch Wamytan ont participé à ces deux manifestations. La division culmine aux élections provinciales du 9 mai 2004 avec, dans chacune des trois provinces, des listes distinctes UNI-FLNKS et UC (avec Charles Pidjot dans le Sud, Pascal Naouna dans le Nord et le maire de Lifou Néko Hnepeune dans les Îles), à quoi s'ajoute celle « FLNKS pour l'indépendance » de Roch Wamytan (qui est alors exclu de l'UC entre juin 2004 et décembre 2007) dans le Sud. Deux groupes distincts sont à nouveau formés au Congrès : un UC et un UNI-FLNKS. 
Pour ce qui est de l'avenir institutionnel, l'UC reste donc un parti indépendantiste ayant opté comme solution pour une « indépendance association » avec la France - à l'instar de ce qui se fait dans le Commonwealth ou encore dans des états insulaires de la zone qui restent « librement associés » aux États-Unis comme les Îles Marshall - et la possibilité d'instaurer une double nationalité pour ceux qui le souhaitent. Pascal Naouna réaffirme cette position, moins poussée que celle du Palika en termes de niveau d'indépendance, en 2006. L'UC a sinon fortement milité pour le gel du corps électoral, désormais entré dans la constitution après avoir été voté par le Parlement français en Congrès en février 2007. Cette mobilisation lui permet de se rapprocher un temps de l'UNI ainsi que de Roch Wamytan (qui a adopté depuis 2004 une posture plus revendicatrice et d'action sur le terrain par le biais de son action contre l'usine du Sud, il est réintégré dans le parti en décembre 2007, grâce notamment à l'arrivée à la présidence de son cousin Charles Pidjot en remplacement de Pascal Naouna), ce qui permet la présentation de candidats communs aux élections législatives de 2007 (notamment Charles Pidjot dans la 2e circonscription) et d'une liste unitaire menée par Roch Wamytan dans le Sud aux provinciales du 10 mai 2009 (même si une majorité du Palika de cette province, dont Louis Mapou ou la figure historique de ce mouvement Élie Poigoune, mais aussi des dissidents de l'UC, comme Marie-Claude Tjibaou, veuve de Jean-Marie, et Jean-Pierre Déteix, alliés au PS local, à des anti-indépendantistes tel Laurent Chatenay ou des membres de la société civile, forment la liste « Ouverture citoyenne » neutre sur la question de l'indépendance, progressiste sur le plan social et attachée à la construction d'une citoyenneté néocalédonienne pluri-ethnique).

### Un retour en force depuis 2009
Depuis 2009, un nouveau rééquilibrage au sein du FLNKS et de l'UC s'est opéré. Sur le plan du Front, l'Union calédonienne a repris la main face au Palika en obtenant le soutien de la direction et de la quasi-totalité des militants du RDO (qui est toujours restée assez proche de Roch Wamytan, qui lui a permis d'intégrer la coalition indépendantiste en 1996) mais aussi de membres de l'UPM (comme son secrétaire général René Porou). Le groupe appelé FLNKS au Congrès est désormais dominé par l'UC (9 membres sur 12, les 3 autres membres se répartissant entre l'unique élue RDO de cette assemblée, un militant du Palika-Sud et le dirigeant de l'UC Renouveau, Jacques Lalié) tandis que le groupe UNI est réduit à 6 représentants, tous issus du Palika de la Province Nord. Au congrès du FLNKS de Dumbéa en décembre 2010, il obtient que le poste de porte-parole soit retiré à Victor Tutugoro (UPM et chef du groupe UNI à l'Assemblée de la Province Nord), qui l'occupait depuis 2001, au profit d'une animation du bureau tournante tous les trois mois entre les quatre composantes qui choisira alors à chaque fois son propre porte-parole au sein des autres mouvements. 
Au sein de l'UC, trois tendances se dégagent depuis 2009, même si elles ne sont pas aussi conflictuelles que la rivalité modérés/durs des années 1990, et marquées par leurs origines géographiques,,, :
- Sud, qui incarne la ligne directrice depuis 2007 (de manière plus disputée entre 2015 et 2021) à travers surtout une forte présence des personnalités implantées au Mont-Dore notamment dans les tribus de Saint-Louis, La Conception et de l'île Ouen : Charles Pidjot (président du parti de 2007 à son décès en 2012), Roch Wamytan (grand-chef de Saint-Louis, il est président du groupe FLNKS au Congrès de 2009 à 2011 et de 2014 à 2019 ainsi que président de cette assemblée, grâce au soutien du Parti travailliste ainsi qu'initialement des anti-indépendantistes du Rassemblement-UMP et de l'Avenir ensemble, du 1er avril au 1er août 2011, du 19 août 2011 au 29 août 2012, de 2013 à 2014 et depuis 2019), Gérard Reignier (un des principaux représentants des Européens de l'UC, secrétaire général du parti de 2007 à 2017 et son représentant au sein du bureau politique du FLNKS, il est conseiller municipal du Mont-Dore de 1995 à 2011) et Christian Tein (secrétaire général adjoint puis commissaire général du mouvement ainsi que porte-parole de la Cellule de coordination des actions de terrain ou CCAT). La plupart sont membres de la famille Pidjot (Rock puis Charles Pidjot, Roch Wamytan, Anthony Lecren, ...), qui permet d'étendre l'influence de cette faction en dehors de la Province et même du parti, par exemple aux Îles Loyauté avec les frères et sœurs Mickaël Forrest et Omayra Naisseline. Représentant l'aile la plus radicale depuis la deuxième moitié des années 2000, elle milite activement pour renforcer l'action revendicatrice militante sur le terrain (au travers, par exemple, de la CCAT à partir de novembre 2023) et retrouver une unité du camp indépendantiste avec une proximité toute particulière avec le RDO, mais aussi une ouverture à gauche avec le Parti travailliste (avec qui ils forment des listes communes pour les élections du gouvernement entre mars 2011 et juin 2019, ainsi que pour la désignation des membres du bureau du Congrès de 2010 à 2019 et finalement un groupe commun au Congrès de 2014 à 2018). De plus, étant dirigée par les deux signataires UC de l'Accord de Nouméa (Roch Wamytan et Charles Pidjot), cette tendance de l'Union tend à défendre que les négociations pour l'avenir institutionnel doivent avant tout se tenir entre ceux ayant participé aux préparations et apposé leurs paraphes à l'accord en 1998, soit du côté anti-indépendantiste (depuis le décès en 2010 de Jacques Lafleur et le retrait progressif de la scène politique territoriale de Jean Lèques pour se concentrer sur son mandat de maire de Nouméa à partir de 2008) les dirigeants du Rassemblement-UMP (le député puis sénateur Pierre Frogier à qui s'ajoute son ancien collaborateur Bernard Deladrière, tous deux hommes politiques dont l'implantation politique locale est également fixée au Mont-Dore), de l'Avenir ensemble (Harold Martin) et du Mouvement de la diversité (LMD du sénateur Simon Loueckhote), partis loyalistes tous unis à partir de 2013 au sein du Front pour l'unité puis ayant disparu progressivement après les provinciales de 2014 pour laisser la place à de nouvelles formations. Tous ces signataires non-indépendantistes se retrouvent à partir de 2019 dans la coalition de L'Avenir en confiance, qui retrouve alors une majorité relative au Congrès.
- Nord, elle-même divisée depuis la fin des années 2000 et le début des années 2010, entre :
  - une tendance dominée notamment depuis 2009 par le maire de Canala (depuis 2001) et membre du gouvernement (depuis 2011, il en est le vice-président de 2011 à 2014 et depuis 2019), Gilbert Tyuienon. Elle se focalise avant tout sur la rivalité avec l'UNI, Tyuienon s'étant présenté contre Paul Néaoutyine pour accéder à la présidence de l'Assemblée provinciale en 2009 et 2014. Les élus de cette section ont été plus sceptiques quant au rapprochement avec le Parti travailliste, tout en l'acceptant finalement. Gilbert Tyuienon a été pressenti pour se présenter contre Charles Pidjot à la présidence du parti en 2009 avant de finalement se retirer, obtenant en échange la 2e vice-présidence et se rapprochant de plus en plus par la suite de l'aile Sud. D'autres ont été des fidèles de la première heure de la ligne de Charles Pidjot dans le Nord, notamment emmenés par l'ancien maire de Ouégoa Cézelin Tchoeaoua, décédé en 2012, l'élue du Congrès Caroline Machoro ou Daniel Goa (jusqu'en 2015 et après 2017) qui est élu à la tête de l'UC après le décès de Pidjot le 18 novembre 2012, battant à cette occasion le candidat de la ligne Naouna, Pierre-Chanel Tutugoro.
  - d'autres figures, plus anciennes, comme Bernard Lepeu (président de l'UC de 1996 à 1999) ou Pascal Naouna (président du parti de 2001 à 2007), ont critiqué nettement la coopération avec le Rassemblement-UMP entre 2011 et 2012, préférant en contrepartie s'associer avec l'UNI de Paul Néaoutyine contre qui ils avaient pourtant été très critiques par le passé. En 2015, Daniel Goa s'est montré favorable à un renforcement des liens au sein du FLNKS et pour des formations de majorité d'idée avec Calédonie ensemble (comme l'UC de Pascal Naouna l'avait fait en 2004 avec l'Avenir ensemble), entrant alors en opposition avec Roch Wamytan ou Gilbert Tyuienon. Cette tendance, un temps marginalisée et qui est parfois présentée par les analystes politiques comme incarnant la ligne la plus modérée avec les Loyaltiens, a été réintégrée dans les instances dirigeantes du parti à partir de 2017 par l'accès de Pierre-Chanel Tutugoro, maire de Ponérihouen, au poste de secrétaire général puis à la présidence du groupe UC-FLNKS et Nationalistes au Congrès, puis à la suite de l'arrivée d'Emmanuel Tjibaou à la présidence de l'UC en novembre 2024 tandis que Pierre-Chanel Tutugoro en prend alors la vice-présidence lors d'un congrès qui marque un renouvellement générationnel ainsi qu'un renforcement de l'unité entre les différentes tendances.
- Îles Loyauté, seule province dirigée directement par l'UC et ce, sans discontinuer, depuis 1999, elle est dominée par le président de l'Assemblée loyaltienne de 2004 à 2019 et maire de Lifou de 2001 à 2014 et depuis 2023, Néko Hnepeune, longtemps 1er vice-président du parti, et par le sénateur (à partir de 2023) Robert Xowie. Elle représente ainsi l'aile la plus « gestionnaire », très posée dans sa revendication pour l'indépendance et capable de s'allier à des mouvements indépendantistes modérés non membres du FLNKS qui étaient pourtant auparavant opposés à ce dernier et tout particulièrement à l'UC, comme le LKS de Nidoïsh Naisseline puis Basile Citré et Omayra Naisseline depuis 2004 ou l'UC Renouveau de Jacques Lalié depuis 2009. D'ailleurs, l'UC Renouveau a réintégré l'UC en 2019 et Jacques Lalié a été choisi pour mener la liste du parti lors des élections provinciales de mai 2019, qu'il a remportées. Lors des congrès, elle a tendance à jouer les arbitres entre les autres factions du parti.

Depuis 2021, toutes ces tendances se sont regroupées autour d'une stratégie résolument plus radicale et divergente de celle de l'UNI : conflit avec cette dernière pour obtenir la présidence du gouvernement (où les indépendantistes sont désormais majoritaires), politique de la chaise vide dans les négociations dites « trilatérales » avec l'État et les non-indépendantistes pour ne privilégier que des « bilatérales », propos régulièrement polémiques de son président Daniel Goa, soutien à la création de la Cellule de coordination des actions de terrain (CCAT) accusée par l'État et Les Loyalistes-Le Rassemblement d'être à l'origine des émeutes de 2024, appel à proclamer l'indépendance dès 2024-2025,,,,,.

### Historique des présidents
- 1956-1985 : Rock Pidjot
- 1986-1989 : Jean-Marie Tjibaou
- 1989-1996 : François Burck
- 1996-1999 : Bernard Lepeu
- 1999-2001 : Roch Wamytan
- 2001-2007 : Pascal Naouna
- 2007-2012 : Charles Pidjot
- 2012-2024 : Daniel Goa
- 2024- : Emmanuel Tjibaou

## Élus

### Parlementaires
Pendant longtemps, l'unique député du Territoire fut issu des rangs de l'UC : Maurice Lenormand de 1951 à 1964 puis Rock Pidjot de 1964 à 1986, avant de retrouver un député en 2024 avec Emmanuel Tjibaou. Elle a également donné un Conseiller de la République, de 1955 à 1959 : Armand Ohlen ; et a un sénateur depuis 2023 : Robert Xowie. De 1986 à 2023, l'Union n'a plus eu de parlementaire, et a appelé à l'abstention lors des élections législatives de 1986, 1988, 1997, 2002 et 2017. En 2001, Marie-Claude Tjibaou, veuve de Jean-Marie Tjibaou, membre de l'UC, fut la candidate indépendantiste pour les élections sénatoriales mais elle fut battue par le sénateur sortant RPCR Simon Loueckhote. En 2007, les indépendantistes ont déposé des candidatures communes et Charles Pidjot de l'UC fut ainsi candidat dans la 2e circonscription, mais il fut battu au deuxième tour par le député sortant UMP Pierre Frogier.

### Gouvernement

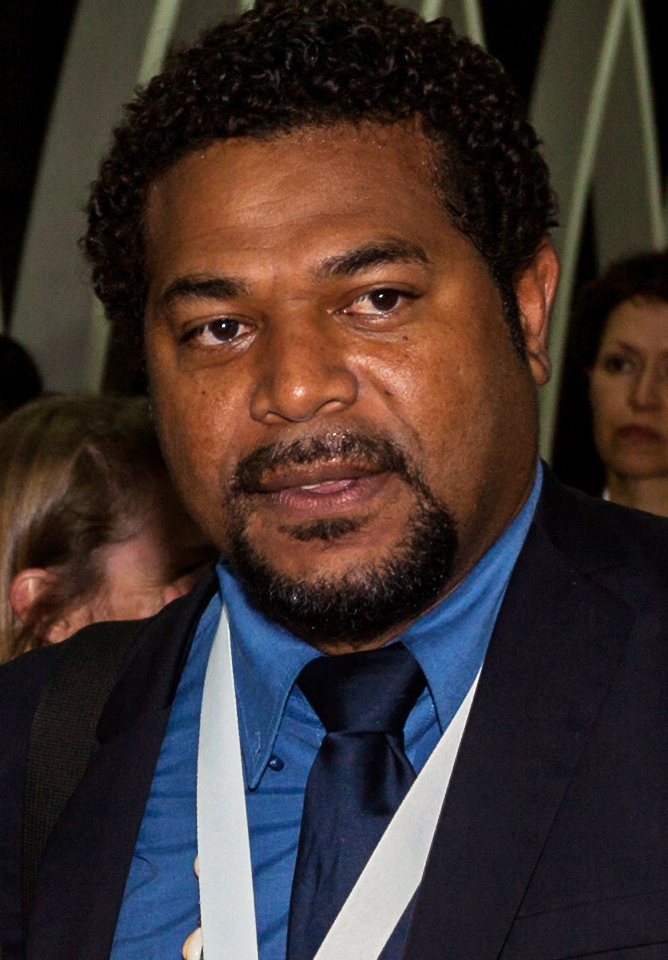
Anthony Lecren, membre du gouvernement depuis 2011.

Dans les trois premiers gouvernements issus de l'accord de Nouméa de 1999 à 2004 (Lèques, Frogier I, Frogier II), l'UC dispose de deux élus sur 11 (sur 10 de 2002 à 2004), sauf du 31 octobre 2001 au 28 novembre 2002 quand ce nombre redescend à un : 
- Roch Wamytan : membre du gouvernement de 1999 à 2001 et de 2002 à 2004, chargé du secteur des Affaires coutumières, des Relations avec le Sénat coutumier et les Conseils coutumiers,
- Gérald Cortot : membre du gouvernement, chargé de l'Équipement jusqu'en 2002 puis de la Voirie et des Transports terrestres.

L'UC ne disposait que d'un seul membre sur 11 au sein du deuxième gouvernement Thémereau, à savoir Gérald Cortot, chargé du secteur des Transports terrestres et maritimes, des Infrastructures et de l'Énergie, également chargé du Schéma d'Aménagement et de Développement de Nouvelle-Calédonie. Ce fut également le cas dans le premier gouvernement Martin qui, élu et démissionnaire le même jour (le 6 août 2007), tomba immédiatement à la suite de la démission commune des membres indépendantistes qui contestaient le vote. 
Dans le deuxième gouvernement Martin (2007-2009), l'Union calédonienne disposait de deux membres :
- Gérald Cortot : membre du Gouvernement, chargé des secteurs des Transports terrestres et maritimes, de l'Énergie, de la Sécurité routière et des Infrastructures publiques, également chargé du Schéma d'Aménagement et de Développement de Nouvelle-Calédonie
- Pierre Ngaiohni : membre du Gouvernement, chargé des secteurs de la Formation professionnelle et du Transport aérien domestique

Dans le gouvernement Gomès élu le 5 juin 2009, l'UC est représentée par trois élus sur 11 :
- Jean-Louis d'Anglebermes : membre du Gouvernement, chargé des secteurs de l'Écologie, du Développement durable, de l'Agriculture, de l'Élevage et de la Pêche
- Pierre Ngaiohni : vice-président du Gouvernement, chargé des secteurs des Affaires coutumières, de la Formation professionnelle, des Relations avec le Sénat et les Aires coutumières, également responsable des Questions de société
- Yann Devillers : membre du Gouvernement, chargé des Infrastructures publiques, des Transports aériens domestiques, terrestres et maritimes, également responsable des Questions relatives à la Sécurité routière

Le 12 février 2011, le comité directeur de l'UC réuni à Thio décide de faire démissionner les membres issus du parti de l'exécutif, et de proposer aux autres membres de la liste FLNKS de faire de même, dans le but de faire tomber le président Philippe Gomès. Le parti indépendantiste reproche alors à ce dernier et à son parti Calédonie ensemble d'être responsables du fait que quatre communes n'ont pas encore levé les deux emblèmes (tricolore et indépendantiste) côte-à-côte (sur ces quatre municipalités, trois sont contrôlées par des majorités Calédonie ensemble ou affiliées : Bourail, La Foa et Moindou, à quoi s'ajoute Maré, dirigée par un maire indépendantiste du LKS, qui n'a jamais dressé aucun des deux drapeaux). Charles Pidjot rappelle alors un ultimatum lancé par son mouvement à ces mairies un mois auparavant : « J’ai dit à ces communes, le 12 janvier, que je leur laissais un mois » pour hisser les drapeaux tricolores et Kanaky. Après deux jours de débats avec les autres composantes du Front, et malgré une certaine opposition du Palika qui dit ne pas cautionner l'initiative, l'UC finit le 17 février par annoncer avoir réuni les quatorze signatures de démission des membres de la liste FLNKS présentée en 2009 à l'occasion de l'élection du gouvernement, entraînant de fait la chute de celui-ci. L'élection du nouvel exécutif a lieu le 3 mars 2011 : le groupe FLNKS, dominé par l'UC, présente une liste commune (menée par Gilbert Tyuienon) avec le Parti travailliste. Elle obtient 16 des 54 voix du Congrès et 4 sièges dont 2 pour l'UC (reconduits lors des élections successives, provoquées à chaque fois par des démissions collectives de la liste Calédonie ensemble, des 17 mars, du 1er avril et du 10 juin 2011, même si au total la liste Entente retombe à 3 sièges sur 11 à partir du 1er avril) :
- Gilbert Tyuienon : vice-président du gouvernement élu le 3 mars 2011 et réélu les 17 mars, 1er avril et 10 juin 2011, chargé à partir du 11 mars 2011 des secteurs des Infrastructures publiques, des Transports aérien domestique, terrestre et maritime, des Mines, du Suivi du Schéma d'aménagement NC 2025 et des questions liées à la Sécurité routière, de la Coordination avec les Provinces et du Suivi des décisions du Comité des signataires, également coresponsable à partir du 6 avril 2011, avec le président du gouvernement Harold Martin, de la Coordination des transferts de compétences, des Relations extérieures et de la Coopération régionale,
- Anthony Lecren, chargé à partir du 11 mars 2011 des secteurs de l'Économie, du Commerce extérieur, du Développement durable, du suivi des Questions liées au Logement, à l'Aménagement foncier et au Transfert de l'ADRAF et des Relations avec le CES, également porte-parole suppléant et coresponsable du suivi des questions liées à la Recherche (aux côtés de Sonia Backès) à partir du 22 mars 2011, et de celles relatives à la Francophonie (avec Jean-Claude Briault) à compter du 6 avril 2011.

Dans le gouvernement Ligeard élu le 5 juin 2014, l'UC est représentée par trois élus sur 11, mais, faute d'entente avec le Palika, n'obtient pas la vice-présidence (qui ne revient à personne, pour la première fois depuis 1999) :
- Gilbert Tyuienon, chargé des Infrastructures publiques, des Transports aérien domestique, terrestre et maritime, de la Sécurité routière et du Suivi du Schéma d'aménagement et de développement « NC 2025 »,
- Jean-Louis d'Anglebermes, chargé du Travail et de l'emploi, du Dialogue social et de la Formation professionnelle,
- Anthony Lecren, chargé de l'Aménagement foncier, des Affaires coutumières, de l'Écologie et du Développement durable, de la Gestion et de la conservation des Ressources naturelles de la ZEE, du Suivi des ZODEP et des Relations avec le Sénat coutumier.

Dans le gouvernement suivant élu le 31 décembre 2014, l'UC refuse dans un premier temps de départager les deux candidats non indépendantistes rivaux à la présidence de l'exécutif, la sortante Cynthia Ligeard (qui exerce la présidence par intérim) et Philippe Germain. Finalement, avec l'aval du président du parti, Jean-Louis d'Anglebermes apporte sa voix à Philippe Germain et obtient la vice-présidence le 1er avril 2015, en l'absence de Gilbert Tyuienon et Anthony Lecren qui n'ont pas soutenu cette initiative :
- Jean-Louis d'Anglebermes, vice-président chargé du Travail et de l'emploi, du Dialogue social et de la Formation professionnelle, ainsi que des relations avec le CESE,
- Gilbert Tyuienon, chargé des Infrastructures publiques, des Transports aérien domestique et international, terrestre et maritime et du Suivi du Schéma d'aménagement et de développement « NC 2025 »,
- Anthony Lecren, chargé de l'Aménagement foncier, des Affaires coutumières, de l'Écologie et du Développement durable, de la Gestion et de la conservation des Ressources naturelles de la ZEE, du Suivi des ZODEP et des Relations avec le Sénat coutumier.

### Congrès

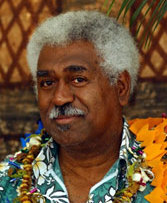
Roch Wamytan préside le groupe politique dominé par l'UC au Congrès de 2009 à 2011 et depuis 2014, tandis qu'il a présidé cette assemblée de 2011 à 2012 et de 2013 à 2014.

Le groupe UC disposait à la suite des élections provinciales de 2004 de 7 membres (4 venant de Province Nord et 3 des Îles Loyauté) sur 54, à quoi s'est ajouté en 2005 l'unique élu de la FCCI qui jusqu'à présent siégeait au sein d'un groupe commun avec les élus anti-indépendantistes du Rassemblement-UMP. De 2001 à 2009, les élus de l'Union calédonienne constituent un groupe distinct de celui des autres élus du FLNKS (essentiellement Palika) qui eux sont réunis au sein du groupe UNI-FLNKS (9 membres). Le groupe UC est présidé par Bernard Lepeu, qui est aussi 5e vice-président du Congrès et siège au sein de la commission permanente. 
Au sein du bureau en 2008, outre Bernard Lepeu comme vice-président, l'UC est aussi représentée par Jacqueline Deteix qui occupe l'un des deux postes de secrétaire. La vice-présidente de la Commission permanente, Caroline Machoro, est aussi issue de ses rangs. Enfin, l'UC n'occupe la présidence que de deux commissions intérieures : celle de l'Agriculture et de la Pêche (Cézelin Tchoeaoua) et celle de la Législation et de la Réglementation relatives aux Affaires coutumières qui est coprésidée par un élu Palika (Jean-Pierre Djaïwé) et un élu UC (Pascal Naouna).
À la suite des élections provinciales du 10 mai 2009, l'UC compte 9 sièges sur 54 au Congrès. Ceux-ci ont formé un groupe commun de 11 puis 12 membres baptisé « FLNKS » avec les 2 élus de la liste unitaire du FLNKS dans le Sud issus de deux autres composantes du Front pourtant traditionnellement membres de l'UNI (1 Palika et 1 RDO), ainsi que l'unique représentant de l'UC Renouveau qui l'a rejoint à partir de décembre 2009. Le parti dispose jusqu'en 2011 de deux des huit vice-présidences au sein du bureau du Congrès : Roch Wamytan (2e) et Caroline Machoro (7e de 2009 à 2010, puis 5e de 2010 à 2011). Lors du renouvellement de ce bureau le 1er avril 2011, Roch Wamytan est élu président du Congrès avec le soutien du Parti travailliste mais aussi des élus anti-indépendantistes du Rassemblement-UMP et de l'Avenir ensemble, l'UC conserve 2 des 8 vice-présidences avec Caroline Machoro (2e) et Daniel Goa (8e) et obtient 1 des 2 postes de secrétaire avec Jacqueline Deteix. Cette élection de bureau est annulée par le Conseil d'État le 1er août 2011. Roch Wamytan est confirmé à son poste avec les mêmes soutiens le 19 août suivant, tandis que l'UC ne conserve qu'une seule autre position au sein du nouveau bureau élu à cette occasion, soit Caroline Machoro à la 2e vice-présidence. Lors du renouvellement annuel du 29 août 2012, Roch Wamytan, qui a perdu le soutien du Rassemblement-UMP et de l'Avenir ensemble mais a gagné celui de l'UNI et du LKS, faisant ainsi l'unité au sein de la famille indépendantiste, est battu au 3e tour de scrutin par le candidat de Calédonie ensemble Gérard Poadja, par 25 voix contre 28 et un bulletin blanc. Roch Wamytan était arrivé en tête aux deux premiers tours grâce à la division du camp anti-indépendantiste entre deux candidatures, celles de Gérard Poadja et de Simon Loueckhote (qui s'est retiré pour le 3e tour), avec 24 suffrages à chaque fois contre 17 à Loueckhote, 12 à Poadja et 1 bulletin blanc. Parmi les autres membres du bureau pour l'année 2012-2013, l'UC retrouve deux vice-présidences : Roch Wamytan à la 1re et Caroline Machoro à la 6e.

### Provinces

#### Province Sud
L'UC n'a pas d'élu en Province Sud de 2004 à 2009, sa liste, menée par Charles Pidjot, ne réussissant pas à atteindre la barre des 5 % en 2004. La liste unitaire du FLNKS aux élections provinciales du 10 mai 2009 obtient 4 élus sur 40, dont un seul issu de l'UC : Roch Wamytan qui était tête de liste. Ses figures dominantes dans la province sont Roch Wamytan, Charles Pidjot (président de l'UC jusqu'à son décès en 2012), Gérald Cortot (membre du gouvernement sans discontinuer de 1999 à 2009) et Nicole Waïa (présidente du groupe UC au Congrès de 2001 à 2004). D'autres figures historiques du parti sont issues de cette province, dont notamment François Burck (ancien président de l'UC aujourd'hui membre de la FCCI) ou encore les députés et membres fondateurs du parti Maurice Lenormand et Rock Pidjot.

#### Province Nord
En 2004, la liste UC, menée par Pascal Naouna, arrive en seconde position avec 27,13 % des suffrages et 7 sièges sur 22. En mai 2009, elle conserve sa seconde place avec 29,63 % des suffrages mais n'est plus distancée que par 211 voix par l'UNI. Avec 8 élus sur 22 à l'assemblée de la province contre 9 à la liste FLNKS rivale, la tête de liste, Gilbert Tyuienon, maire de Canala, s'est présenté à la présidence de la Province alors que les accords au sein du bureau politique du FLNKS avant les élections avaient établi que toutes les composantes du Front soutiendrait le candidat de la liste indépendantiste arrivée en tête. Il force ainsi Paul Néaoutyine à être élu au troisième tour de scrutin (le seul où la majorité absolue n'est pas requise), et lui impose deux vice-présidents UC dont lui-même à la première. C'est dans cette province que l'opposition entre les deux principales composantes du FLNKS, le Palika (dont le président Paul Néaoutyine est aussi le président de l'assemblée de Province) et l'UC, se fait le plus sentir.
La situation change en 2011, avec l'entrée de Gilbert Tyuienon au gouvernement puis l'invalidation de l'élection de son premier successeur, l'UC Cézelin Tchoeaoua, par le Conseil d'État, mais aussi du fait de divisions internes au sein de l'UC Nord, Pascal Naouna se mettant en porte-à-faux avec la direction du parti et se rapprochant de l'UNI de Paul Néaoutyine (il est élu 3e vice-président de l'institution provinciale en avril 2011 avec, pour la première fois depuis 2009, l'ensemble des votes du FLNKS). Grâce à la voix de Pascal Naouna, Jean-Pierre Djaïwé (UNI-Palika) retrouve la 1re vice-présidence de l'Assemblée et Victor Tutugoro (UNI-UPM) la 2e vice-présidence le 10 août 2011, battant tous deux Cézelin Tchoeaoua à la majorité relative au 3e tour de scrutin.

#### Province des Îles Loyauté
En 2004, la liste UC, menée par Néko Hnepeune, a emporté le scrutin avec 22,54 % des suffrages et 4 sièges sur 14. Néko Hnepeune a été élu président de la Province des Îles avec les voix du Palika, de la FCCI et du LKS. En mai 2009, avec 33,71 %, la liste améliore nettement son score et obtient 6 sièges sur 14, contre 4 à une liste unissant le Palika à l'UC Renouveau de Jacques Lalié et au FDIL de Cono Hamu, ex-FCCI. Obtenant le soutien des deux seuls élus LKS, il est facilement réélu, devenant le premier président des Îles à se succéder à lui-même. Ce scrutin est néanmoins annulé, et une élection partielle est organisée le 6 décembre 2009 : l'UC maintient son score à 33 % et 6 élus sur 14. Néko Hnepeune forme à nouveau sa majorité avec les 2 sièges du LKS, mais la renforce avec les 2 représentants de la liste « Union nationale pour le renouveau » (UNR, alliance entre l'UC Renouveau et des dissidents du Palika).

### Communes
À la suite des élections municipales de 2001, l'Union calédonienne contrôlait six communes :
- Canala : Gilbert Tyuienon (7 sièges sur 23, soutenu par les 4 élus du Palika).
- Hienghène : Daniel Fisdiepas (17 sièges d'union FLNKS sur 19).
- Lifou : Néko Hnepeune (28 sièges sur 36).
- Ouégoa : Cézelin Tchoeaoua (9 sièges sur 19, soutenu par les 6 élus du Palika).
- Pouébo : Joseph Pada (7 sièges sur 19, soutenu par les 4 élus du Palika).
- Pouembout : Jean Naouna (6 sièges sur 15, allié aux élus Rassemblement-UMP).

Lors des élections municipales de 2008, l'Union calédonienne conserve à elle-seule deux communes (Canala et Pouébo) et deux autres à travers des listes communes du FLNKS (Hienghène jusqu'en 2012 et Lifou), perd deux mairies : à Ouégoa pour le Palika (jusqu'en 2011) et Pouembout par un maire anti-indépendantiste mais tête d'une liste apolitique et soutenu pour l'élection du maire par la liste officielle de l'Union calédonienne qui s'était opposée à la liste du maire sortant. Enfin, elle gagne trois communes : une sur le Rassemblement-UMP (Poya) et deux sur ses partenaires du FLNKS (Poum, anciennement UPM, et Ouvéa, auparavant Palika). Donc désormais il y a 7 maires UC (de 2008 à 2011 et depuis 2012, 8 de 2011 à 2012) en Nouvelle-Calédonie : 
- Canala : Gilbert Tyuienon (22 sièges sur 27, mais réélu maire à l'unanimité avec les 2 voix du Palika et 2 voix sur 3, la troisième étant absente, de la FCCI).
- Lifou : Néko Hnepeune (25 sièges sur 33 de la liste d'union FLNKS).
- Ouégoa : Joël Carnicelli (9 sièges sur 19, élu maire en 2011 avec 14 suffrages)
- Ouvéa : Maurice Tillewa (20 sièges sur 27).
- Pouébo : Joseph Pada (6 sièges sur 19, soutenu par les 6 élus du Palika, la liste UC est arrivée toutefois en seconde position derrière la liste du Parti travailliste qui forme l'opposition avec 7 sièges).
- Poum : Henriette Hmae (6 sièges sur 15, soutenue par 3 élus issus de deux listes dissidentes de la majorité UNI sortante).
- Poya : François Meandu-Poveu (8 sièges sur 23, soutenu par les 3 élus Palika et les 3 élus UPM).
- Pouembout : l'UC y était divisé en deux listes : celle du maire sortant Jean Naouna (3 sièges sur 15) et celle officielle du parti menée par Pascal Naouna (3 sièges sur 15), toutes deux devancées par la liste apolitique de Robert Courtot (lui-même plutôt anti-indépendantiste mais sans étiquette, 4 sièges). Ce dernier a été élu avec le soutien des 3 UC de Pascal Naouna et des 2 élus Rassemblement-UMP.
- À Hienghène, Daniel Fisdiepas est réélu maire en 2008 à la tête d'une liste d'union FLNKS qui dispose de 20 sièges sur 23. Il démissionne en 2012 pour raisons personnelles, et est remplacé alors par son adjoint Jean-Pierre Djaïwé, issu du Palika.

## Position en vue des échéances nationales depuis 2007

### Présidentielle de 2007
L'Union calédonienne a toujours soutenu depuis 1981 le candidat investi par le Parti socialiste. Ainsi, lors de son comité directeur réuni à Pouébo le 3 mars 2007, le parti a décidé de soutenir Ségolène Royal.

### Législatives de 2007
En 2002, l'Union calédonienne n'avait présenté aucun candidat et avait appelé à l'abstention (refusant ainsi de soutenir les candidats du Palika présentés dans les deux circonscriptions). Le parti, après un long suspens, a finalement décidé d'être présent aux législatives de 2007 en favorisant en plus une candidature unitaire du FLNKS : l'UC a déjà proposé comme solution que soit présenté dans une circonscription un candidat de l'Union calédonienne avec un suppléant Palika, et l'inverse dans l'autre circonscription, tout en estimant que la non candidature de Paul Néaoutyine, le chef du Palika, serait une marque de bonne volonté de la part du mouvement indépendantiste rival. 
Quoi qu'il en soit, l'UC appelle à ce que chacun des deux mouvements choisisse au préalable des candidats pour les deux circonscriptions et que l'on discute ensuite d'un arrangement final. Au sein de l'Union calédonienne, aucun candidat n'a encore été désigné mais des noms circulent : Néko Hnepeune (président de l'Assemblée des Îles Loyauté, maire de Lifou et 1er vice-président de l'Union calédonienne) et Octave Togna (directeur général de l'Agence de développement de la culture kanak (ADCK) qui gère notamment le Centre culturel Tjibaou et fondateur de la radio indépendantiste Radio Djiido) pour la 1re circonscription, Charles Pidjot (ancien membre du Congrès et de l'Assemblée de la Province Sud de 1999 à 2004 et tête de liste UC dans la Province Sud en 2004, ancien vice-président du parti), Marie-Claude Tjibaou (veuve de l'ancien chef indépendantiste Jean-Marie Tjibaou, conseillère économique et sociale représentant la Nouvelle-Calédonie depuis 1999, présidente du conseil d'administration de l'ADCK et candidate malheureuse à l'élection sénatoriale de 2001 face à Simon Loueckhote) et Gilbert Tyuienon (maire de Canala) pour la 2e circonscription.
Finalement, lors de la convention du FLNKS du 1er mai à Koné, les quatre composantes du front indépendantiste se mettent d'accord sur des candidatures communes: Charles Washetine, du Palika, sera dans la 1re circonscription et Charles Pidjot, de l'Union calédonienne, dans la seconde. Ces deux candidats se maintiennent aux seconds tours mais, déjà distancés par leurs adversaires anti-indépendantistes du Rassemblement-UMP (15,78 % pour Charles Washetine et 30,38 % pour Charles Pidjot contre respectivement 30,89 % à Gaël Yanno et 34,53 % à Pierre Frogier), ils sont assez largement battus au second tour (30,79 % pour Washetine et 45,87 % à Pidjot).

### Sénatoriales de 2011
Le 3 septembre 2011, le bureau politique élargi du FLNKS, sans toutefois le Palika et donc limité aux trois autres composantes - l'UC, l'UPM et le RDO -, a désigné ses candidats pour les deux sièges à pourvoir aux élections sénatoriales du 25 septembre suivant. Pour l'UC, il s'agit de Charles Pidjot, avec pour suppléante Yvonne Hnada (conseillère municipale de Lifou, ancienne élue provinciale de 2004 à 2009 et ancienne membre du conseil de gouvernement Tjibaou de 1982 à 1984). Il obtient 117 voix de grands électeurs (23,35 % des suffrages exprimés, 4e score sur 10 candidats) au premier tour, et 112 (22,36 %, 3e résultat sur 7) au second, et n'est donc pas élu.

### Présidentielle de 2012
Encore une fois, lors de son comité directeur réuni à Bourail le 11 février 2012, le parti a décidé de soutenir le candidat du PS : François Hollande.

### Législatives de 2012
Les différentes composantes du Front de libération nationale kanak et socialiste (FLNKS), mais aussi la Dynamik unitaire Sud (DUS), le Parti travailliste et les mouvements Libération kanak socialiste (LKS) et Unir et construire dans le renouveau (UC-R), appellent à des candidatures communes indépendantistes dans les deux circonscriptions. Mais les tensions restent importantes entre l'UC alliée au Rassemblement démocratique océanien (RDO), à la DUS, au Parti travailliste et à l'UC-R d'une part, et le Parti de libération kanak (Palika), allié à l'Union progressiste en Mélanésie (UPM) et au LKS d'autre part, au sujet de la majorité formée depuis un an localement entre les premiers et les anti-indépendantistes du Rassemblement-UMP et de l'Avenir ensemble.
Après plusieurs réunions infructueuses, le bureau politique du FLNKS annonce le 10 mai 2011 les candidats unitaires dans les deux circonscriptions :
- dans la 1re : Robert Xowie (UC, ancien président de l'Assemblée de la Province des îles Loyauté de 1999 à 2004 et ancien maire de Lifou de 1995 à 2001) ; suppléant : Louis Mapou (UNI-Palika, directeur général de la Sofinor depuis 2005, ancien conseiller municipal de Païta de 1995 à 2001, tête de liste d'« Ouverture citoyenne » aux élections provinciales de 2009). Ils sont éliminés en arrivant 3e au 1er tour (derrière les anti-indépendantistes Gaël Yanno, le député sortant du Rassemblement-UMP, et Sonia Lagarde, de Calédonie ensemble qui est élue au second tour), avec 5 905 voix soit 16,8 % des suffrages exprimés.
- dans la 2e : Jean-Pierre Djaïwé (UNI-Palika, 1er vice-président de l'Assemblée de la Province Nord de 1999 à 2009 et depuis 2011, président du groupe UNI au Congrès depuis 2004 et 1er adjoint au maire de Hienghène depuis 2001) ; suppléante : Caroline Machoro (UC, présidente du groupe FLNKS et 2e vice-présidente du Congrès depuis 2011, conseillère municipale de Canala depuis 2001). Ils arrivent en tête du 1er tour avec 15 890 voix et 36,2 % des suffrages exprimés, puis sont battus au second tour par le non-indépendantiste Philippe Gomès, de Calédonie ensemble, en réunissant 25 648 votes soit 47,46 % des voix.